# Firminus
Firminus ist ein männlicher Vorname.

## Herkunft und Bedeutung
Der Name stammt aus dem Lateinischen und bedeutet „der Feste“, „der Starke“, „der Standhafte“.

## Namenstag
- 7. Juli

## Varianten
- Firmin, Firmino, Fermín

## Namensträger
- Firmin der Ältere von Amiens (Firminus der Ältere, Firminus der Märtyrer; * ca. 272, † ca. 303), der erste Bischof von Amiens, Heiliger
- Firmin der Jüngere von Amiens (Firmin der Bekenner, Firminus confessor; † 4. Jahrhundert), der dritte Bischof von Amiens
- Firminus von Mende († um 402), Missionar und Bischof
- Firminus von Uzès (* um 480; † 553), der vierte namentlich bekannte Bischof von Uzès
- Firminus Caron, Komponist, wahrscheinlich französischer Herkunft, komponierte ungefähr von 1460 bis 1480
- Firminus Wickenhäuser (1876–1939; eigentlich Josef Wickenhäuser), Franziskaner und Bildhauer